# Begonia tenuis
Espèce
Begonia tenuis est une espèce de plantes de la famille des Begoniaceae.